# Pagana tuberculata
Pagana tuberculata là một loài chân đều trong họ Trachelipodidae. Loài này được Taiti & Ferrara miêu tả khoa học năm 1983.